# Sitra
Sitra (em árabe: سترة‎; romaniz.: Sitrah) era uma das 12 regiões do Reino do Barém. De acordo com o censo de 2001, tinha 43 910. Compreendia 29 quilômetros quadrados.